# Israel Kolmodin
Israel Kolmodin (* 24. Dezember 1643 in Enköping; † 19. April 1709 in Visby) war ein schwedischer lutherischer Theologe. Er ist besonders als Kirchenlieddichter bekannt.

## Leben
Kolmodin, Sohn eines Pfarrers, studierte an den Universitäten Uppsala und Lund. Nach der Ordination 1674 reiste er einige Jahre ins Ausland. Nach der Rückkehr wurde er 1679 Hilfspfarrer am Dom zu Uppsala und 1680 Adjunkt an der Universität, wo er 1686 zum Extraordinarius aufstieg. Bei den Reichstagen von 1678, 1680 und 1682 wirkte er als Notar des Pfarrerstandes. Gemeinsam mit Erik Benzelius d. Ä. und Jesper Swedberg arbeitete er in der Kommission zur Revision des schwedischen Gesangbuches, 1691–1692 auch in der Kommission zur Revision der Bibelübersetzung. 1692 wurde er Superintendent in Visby und hatte damit bischöfliche Befugnisse für die erst seit 1645 schwedische Insel Gotland, die nominell noch zum Bistum Linköping gehörte (erst 1772 wurde Visby zum gleichrangigen Bistum erhoben). In diesem Amt, das er bis zu seinem Tod innehatte, setzte er sich für die wissenschaftliche und ökonomische Förderung der Pfarrer ein. Daneben war er aber immer wieder in kirchenpolitischen Angelegenheiten in Stockholm oder Uppsala. 1693 wurde er in Uppsala zur Dr. theol. promoviert.
Kolmodin übersetzte Kirchenlieder aus dem Deutschen und dichtete eigene Lieder, von denen vier in die Gesangbücher von 1694 und 1695 aufgenommen wurden. Sein bekanntestes Lied Den blomstertid nu kommer wird bis heute traditionell in den schwedischen Schulen zu Beginn der Sommerferien gesungen. Kolmodins Verfasserschaft ist allerdings in Zweifel gezogen worden.